# Vittadinia burbidgeae
Vittadinia burbidgeae là một loài thực vật có hoa trong họ Cúc. Loài này được A.M.Gray & Rozefelds mô tả khoa học đầu tiên năm 2005.